# Catedral de Burgos
La Catedral de Burgos, és la tercera catedral d'Espanya atenyent a les seves dimensions, després de les de Sevilla i Toledo, és un destacable edifici gòtic que ha sabut adaptar l'estil adornat amb flors vingut de França i d'Alemanya a l'exuberància pròpia de l'estil decoratiu espanyol. Les nombroses obres d'art que es troben a l'interior en fan un grandiós museu de l'escultura gòtica europea. És l'única catedral d'Espanya declarada Patrimoni de la Humanitat per la UNESCO (des del 31 d'octubre de 1984).

## Història

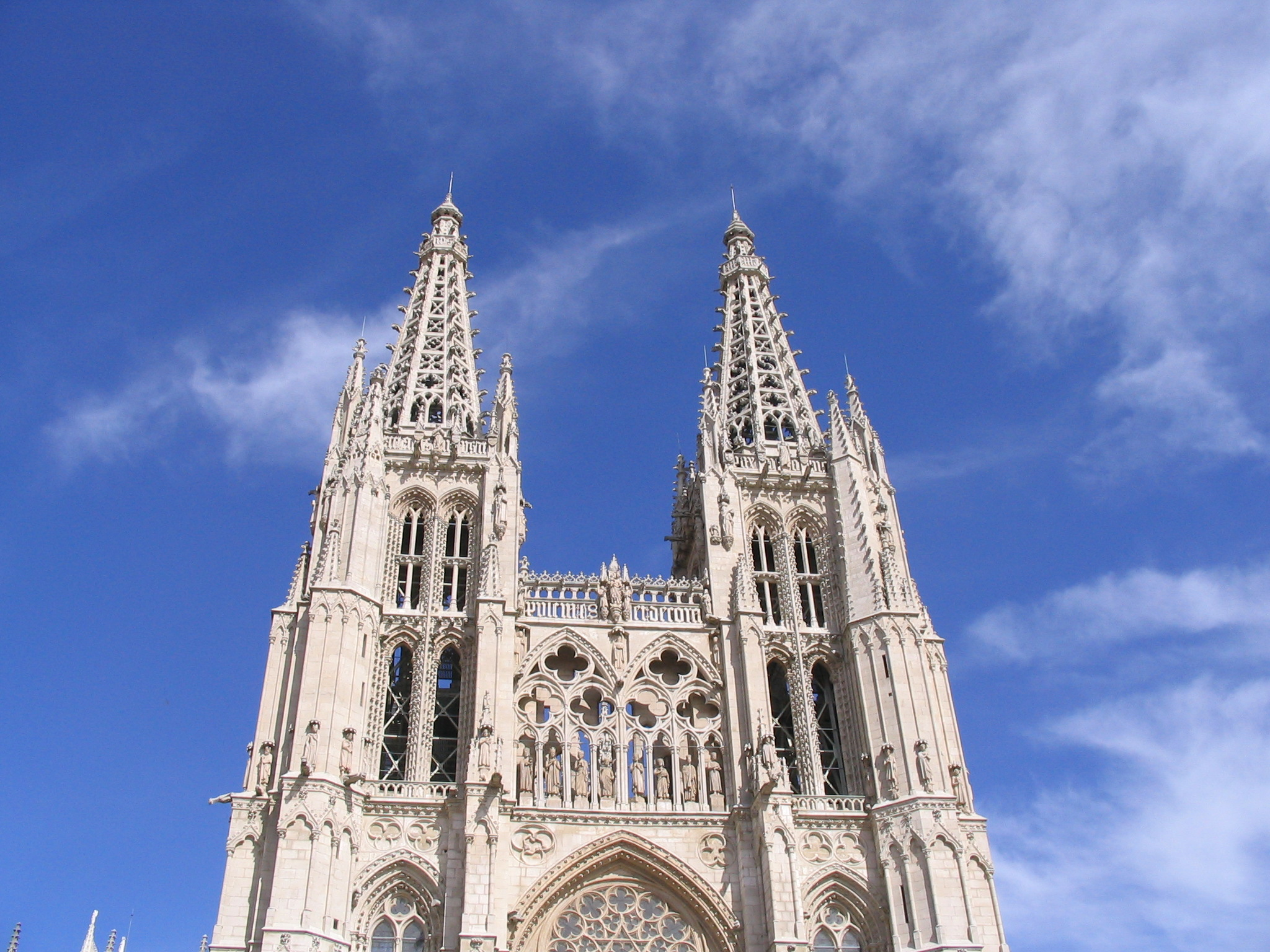
Les torres

Després de la col·locació de la primera pedra per Ferran III el 1221, la construcció de la catedral s'efectua en dues grans etapes corresponents a dos estils del gòtic:
- al segle xiii les naus i les portades són edificades per arquitectes locals segons els plànols que feu el bisbe Don Mauricio en un viatge a través de França, llavors en plena febre gòtica;
- al segle xv una nova tongada de treballs eleva les fletxes de la façana, la capella del Condestable i la decoració de les capelles dels laterals. És llavors l'estil nòrdic que s'implanta, ja que Alonso de Cartagena, un altre gran prelat de Burgos, ha portat amb ell a la seva tornada del Concili de Bâle diversos arquitectes i escultors vinguts de Flandes, de Renània i de Borgonya.

Aquests artistes van trobar en l'art local, impregnat d'arabescs mudèjars, una font de renovació del gòtic flamíger que es dessaboria llavors en la resta d'Europa. Felipe Bigarny, el flamenc Gil de Siloé i el renà Jean de Cologne en són distingits molt particularment. Assimilant ràpidament, crearan verdaderes descendències d'escultors de Burgos: Gil amb el seu fill Diego i Jean amb el seu fill Simon i el seu net François. El claustre havia estat construït entretant al segle xiv. La magnífica torre llanterna de la cruïlla s'esfondrà després dels treballs audaços de Simon de Cologne, i va haver de ser reedificada per Juan de Vallejo a mitjans del segle xvi.

## L'exterior

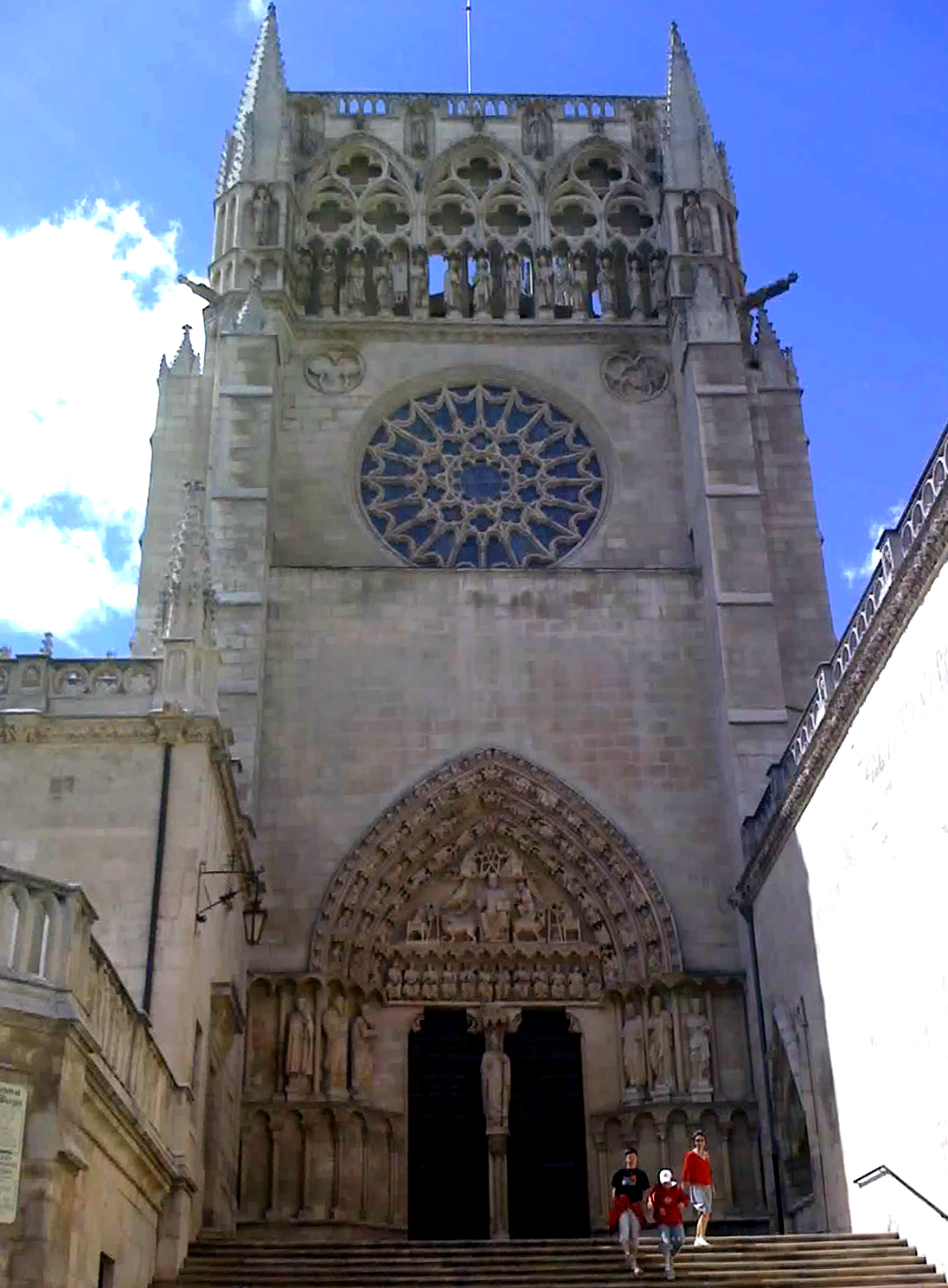
Porta del Sarmental

Porta del SarmentalConstruïda al voltant del 1230, és la primera porta bastida de la catedral. Consta d'un timpà, envoltat per tres arquivoltes en la que es representen els ancians de l'Apocalipsi i diversos cors d'àngels. Al timpà s'hi troba la figura de Jesús en majestat, flanquejat pels símbols dels evangelistes o Tetramorf (fixar-se en la varietat de les actituds dels quatre evangelistes). Sota el timpà una llinda amb dotze figures assegudes representant els apòstols. La porta està dividida per un mainell en què apareix una moderna estàtua (substituint la deteriorada original) en la qual es representa un bisbe, tradicionalment es diu que és el Señor Mauricio, encara que bé pogués ser don Asterio de Oca o San Indalecio. En els muntants es troben esculpides sis figures, quatre de les quals representen Moisès, Aaron, Sant Pere i Sant Pau. Les escultures d'aquesta portalada van ser obrades pel mateix taller francès que va esculpir part de la portalada occidental de la catedral d'Amiens, assolint un nivell artístic d'excel·lent qualitat dins el conjunt catedralici castellà. El tipus elegant, la serenor i la voluntat de crear imatges naturalistes són característics d'aquest taller escultòric d'Amiens, actiu al primer quart del segle xiii. La famosa escultura del Beau Dieu del mainell de la porta central d'Amiens és un bon exemple de l'estil del taller i és impressionant la seva semblança formal amb el Crist com a Jutge de Burgos, possiblement obra del mateix autor francès.
La Portada de la CoroneríaLes estàtues de pedra del timpà tenen la gràcia dels seus models de Notre-Dame de París, però els plecs de la seva roba són més animats. Els apòstols dels brancals no arriben a uns bons nivells formals.
La portada de la PellejeríaSobre l'altra cara del creuer nord, ha estat concebuda per François de Cologne al començament del segle xvi, en estil plateresc. Vorejant la capçalera, un s'adona que la capella del Condestable amb la seva decoració isabelina i la seva llanterna amb pinacles és un afegitó sobre l'aspecte inicial.

## L'interior
La Cruïlla del creuerL'esplèndida llanterna omplerta d'estrelles de la cruïlla s'eleva a 54 m sobre el sòl. Sota es troben les làpides de Rodrigo Díaz de Vivar i de la seva muller Doña Jimena.
El corL'imponent conjunt de 103 seients de fusta de noguera ha estat esculpit de 1507 a 1512 per Felipe Bigarny. Les escenes de l'Antic i del Nou Testament ocupen els respatllers alts, els subjectes mitològics o burlescos dominen la part inferior dels seients. Al centre: bonica estàtua jacent del bisbe fundador Mauricio, de fusta recobert d'una placa de coure esmaltat del segle xiii.
El retaule del mestre AutelÉs una obra del Renaixement del segle xvi, tractada en fort relleu sobre fons de nínxols i de frontons molt clàssics.
El deambulatoriA darrere de l'altar, degut en part a Felipe Bigarny, hi ha una escena sorprenentment expressiva de la Pujada en el Calvari.
La capella del CondestableEstà tancada per una magnífica reixa. Sumptuosa fundació del conestable de Castella Hernández de Velasco, aquesta capella isabelina construïda per Simon de Cologne està il·luminada per una llanterna posada en una elegant cúpula estrellada. Tots els grans escultors burgalesos del començament del Renaixement han col·laborat en l'exuberant decoració dels murs i del retaule. El conestable i la seva esposa jeuen sobre el seu mausoleu de marbre de Carrara, al costat d'una immensa llosa de marbre granat que destinaren als seus nens. Sobre el costat dret de la capella s'obre la porta plateresca de la sagristia (1512) on s'admira una Maria Magdalena de Giovan Pietro Rizzoli de Gianpetrino deixeble de Leonardo da Vinci.
L'escala de la CoroneríaDel més pur estil renaixentista, aquesta majestuosa escala ha estat concebuda per Diego de Siloé al començament del segle xvi. El mestre ferreter francès Hilaire va participar en l'execució de l'elegant rampa daurada. Està esculpida amb una gran riquesa iconogràfica, motius vegetals, animals fantàstics, esfinxs, i altres animals que es distribueixen al llarg dels murs i arcs de l'escala. L'escala està rematada amb una barana de ferro sobredaurat de gran bellesa. Va ser model de l'escala que es pot admirar a l'Òpera de París.
Les capelles lateralsCadascuna és un verdader museu d'art gòtic i plateresc: Gil de Siloé i Diego de la Cruz van treballar junts al gran retaule gòtic de la capella de Santa Anna que descriu la vida de la mare de la Verge. En el seu centre s'obre l'Arbre de Jessé al cim del qual regnen la Verge i el Nen. Al cor de l'Arbre representa la trobada d'Anna i de Joaquim, el seu espòs. Al cap de la nau, a prop de les voltes, un papamoscas obrint la boca a ritme de les hores. Es veurà a la capella del Sant Crist un d'aquests crists revestits de pell de búfal i de cabells per donar-los una aparença humana. El de Burgos és un dels més populars. A la capella de la Presentació, sepulcre del bisbe de Lerma, per Felipe Bigarny. A la capella de la Visitació, tomba d'Alonso de Cartagena per Gil de Siloé.

## El claustre
Les seves galeries gòtiques del segle xiv, exposen nombroses escultures de l'escola de Burgos, de fusta policromada, de pedra i de terra cuita. A la capella de Sant Jaume s'hi troba el tresor, ric en peces d'orfebreria i d'adorns litúrgics. La capella de Santa Catarina conté manuscrits antics (partida de matrimoni del Cid). Fixar-se en les consoles esculpides i pintades del segle xv, on hi figuren els reis moros que vingueren a retre homenatge al rei de Castella. A la sagristia, el Crist a la columna de Diego de Siloé és un perfecte exemple de l'expressionisme de latuària espanyola a partir del segle xvi. La sala capitular recoberta d'un sostre artesanat mudèjar de fusta pintada del segle xvi, reuneix tapisseries de Brussel·les dels segles xv i xvi, representant les virtuts teologals i cardinals, un díptic hispano-flamand i una Verge amb el Nen de Memling.
Al claustre hi ha tombes monumentals que compten entre les més destacables de l'últim període del gòtic a Burgos. La resplendor artística estava vinculada a la prosperitat econòmica.

## Mestres de capella il·lustres
- Leocadio Hernández Azcunce (Pamplona, 1883-1965)
- Luis Belzunegui Arruti